# Sinan Oğan
Sinan Oğan (nascido em 1 de setembro de 1967) é um político turco que ganhou uma cadeira no parlamento turco em 2011 com o Partido do Movimento Nacionalista de extrema-direita (MHP). Foi o candidato presidencial da ATA Alliance para as eleições presidenciais turcas de 2023, que resultaram em um segundo turno. Terminou em terceiro lugar, portanto foi descrito como um criador de reis em potencial. É um xiita.

## Infância e educação
Oğan nasceu em 1º de setembro de 1967 em Eder, Turquia, em uma família de etnia azerbaijana . Formou-se no Departamento de Administração da Universidade de Marmara em 1989. De 1993 a 2000, Oğan trabalhou como vice-reitor na Universidade Econômica Estadual do Azerbaijão.

## Eleição presidencial de 2023

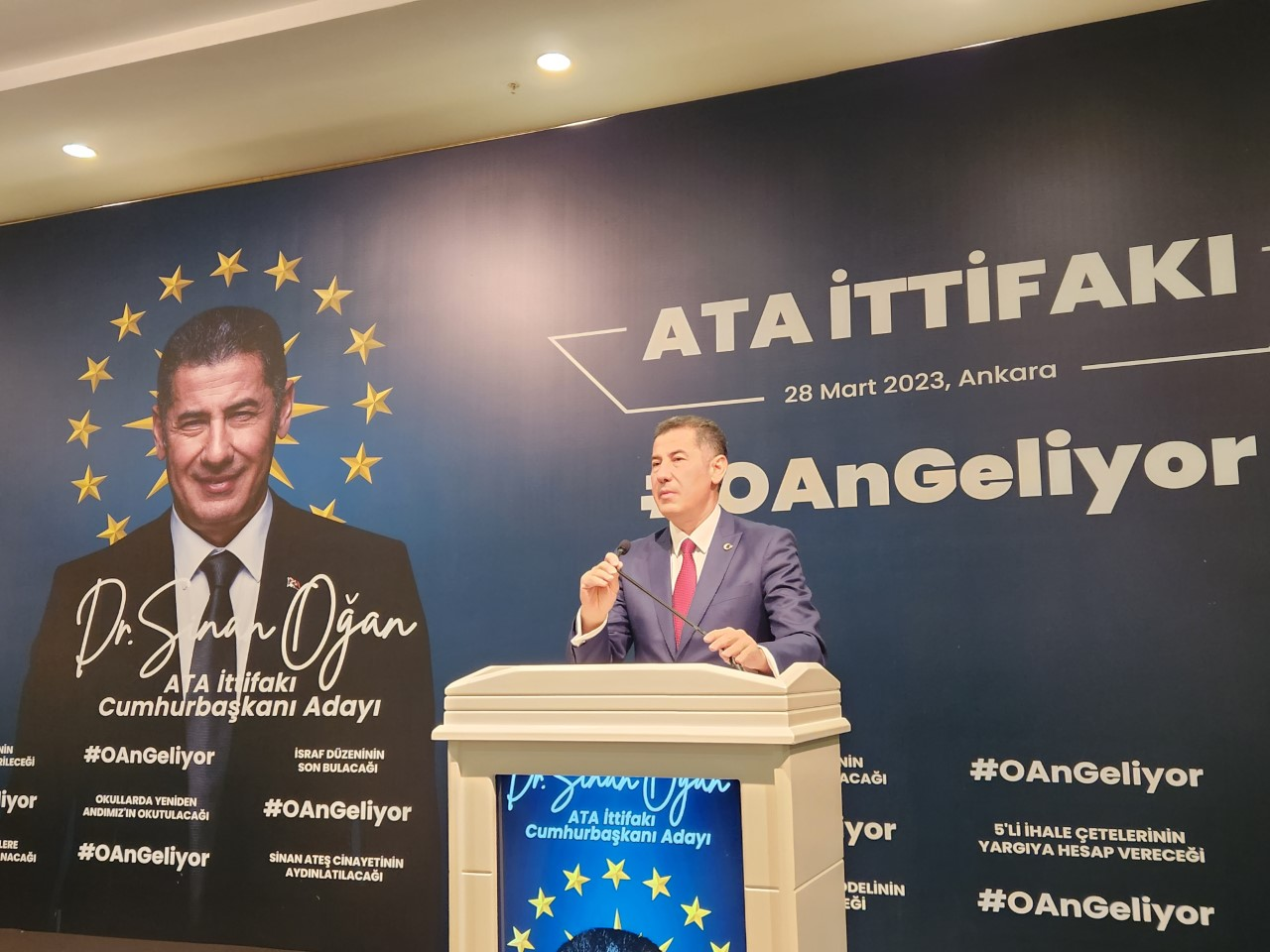
Sinan Oğan lançando sua campanha

Foi nomeado candidato da ATA Alliance para as eleições presidenciais turcas de 2023, obtendo as 100 mil assinaturas necessárias para concorrer em 26 de março de 2023. Teve 5,17% dos votos e terminou a eleição na 3ª colocação. Em 22 de maio de 2023, Oğan declarou que apoiará a Aliança do Povo e Recep Tayyip Erdoğan no segundo turno das eleições, citando preocupações de "estabilidade" decorrentes da maioria parlamentar de Erdoğan. Um dia antes do anúncio, o líder do Partido da Justiça, Vecdet Öz, anunciou que a ATA Alliance havia terminado oficialmente.

## Prêmios e reconhecimento
- Prêmio de Ciências Sociais do jornal Milliyet de 1992.[9]
- Prêmio Acadêmico de Excelência da Universidade de Marmara de 1993.[9]
- Prêmio Turkic World Service da Associação de Relações Econômicas da Eurásia.[9]
- Prêmio de Honra da Federação das Associações Culturais da Tribo Oghuz.
- 2011, foi premiado com a Medalha do Estado do Azerbaijão.[10]
- 2011 "Deputado do Ano" pela Associação dos Trabalhadores das Telecomunicações.[11]